# ریوسوکه کاکیگی
ریوسوکه کاکیگی (انگلیسی: Ryosuke Kakigi؛ زادهٔ ۲۳ دسامبر ۱۹۹۱) بازیکن فوتبال اهل ژاپن است.